# Heimdal (skib fra 1873)
 For alternative betydninger, se Heimdal. (Se også artikler, som begynder med Heimdal)
Dampskibet Heimdal var det andet skib bygget til rederiet A/S Dampskibsselskabet paa Bornholm af 1866 .
Skibet blev bygget hos Burmeister & Wain i København og leveret i 1873. 
Heimdal sejlede kun om sommeren da det ikke var forsikret til ekstreme vejrsituationer. Hun blev først indregistreret i 1875.
I 1910 blev hun solgt til Det jysk-sjællandske Dampskibsselskabet for 21.000 danske kroner. Samme år blev hun, ved en auktion, solgt til et russisk rederi og omdøbt til Dan. I 1915 lå hun som vrag ved Lutskaia i Hvidehavet selvom skibet stadig var indregistreret hos Lloyd's